# Hán hóa Tây Tạng
Hán hóa Tây Tạng là một cụm từ được sử dụng bởi các nhà phê bình về sự cai trị của Trung Quốc ở Tây Tạng để chỉ sự đồng hoá văn hoá xảy ra ở các khu vực Tây Tạng của Trung Quốc (bao gồm Khu tự trị Tây Tạng và các khu vực tự trị của người Tây Tạng ở xung quanh) và đã làm cho các khu vực này giống với dòng chính của xã hội Trung Quốc. Những thay đổi, rõ ràng kể từ khi sáp nhập Tây Tạng vào nước Cộng hòa Nhân dân Trung Hoa năm 1950-51, đã được tạo điều kiện bằng một loạt các cải cách kinh tế, xã hội, văn hoá và chính trị được chính phủ Trung Quốc đưa ra cho Tây Tạng. Các nhà phê bình trích dẫn sự di chuyển của một số lượng lớn người Hán vào Vùng Tự trị Tây Tạng như là một phần chính của việc hán hóa.
Theo chính phủ Tây Tạng lưu vong, chính sách của Trung Quốc đã dẫn đến sự biến mất các yếu tố văn hoá Tây Tạng; điều này được gọi là "diệt chủng văn hóa" . Chính phủ lưu vong nói rằng các chính sách có ý định làm cho Tây Tạng trở thành một bộ phận thống nhất của Trung Quốc và kiểm soát mong muốn tự quyết của Tây Tạng.
Chính phủ Trung Quốc cho rằng, các chính sách của họ đã mang lại lợi ích cho Tây Tạng, và sự thay đổi văn hoá và xã hội là hậu quả của hiện đại hóa. Theo chính phủ, nền kinh tế Tây Tạng đã mở rộng; cải thiện dịch vụ và cơ sở hạ tầng đã cải thiện chất lượng đời sống của người Tây Tạng, và ngôn ngữ và văn hoá Tây Tạng đã được bảo vệ.

## Lịch sử

### Phát triển ban đầu
Sau sự sụp đổ của nhà Thanh và trước năm 1950, khu vực gần tương đương với Vùng Tự trị Tây Tạng hiện đại (TAR) là một quốc gia độc lập trên thực tế. Nó in tiền và bưu phí riêng, và duy trì quan hệ quốc tế. Tây Tạng tuyên bố chủ quyền ba tỉnh (Amdo, Kham và Ü-Tsang), nhưng chỉ kiểm soát Tây Kham và Ü-Tsang. Từ năm 1950, Trung Quốc nhập Đông Kham vào Tứ Xuyên và Tây Kham vào khu tự trị Tây Tạng mới.
Trong thời kỳ Cộng hòa Trung Hoa đầu thế kỷ 20 theo sau triều đại nhà Thanh, tướng Hồi giáo của Trung Quốc và thống đốc tỉnh Thanh Hải Ma Bufang bị người Tây Tạng cáo buộc về việc thực hiện các chính sách Hán hóa và hồi giáo hóa ở các khu vực Tây Tạng. Việc bắt buộc cải đạo và thuế nặng được tường thuật dưới quyền cai trị của ông. Sau khi Mao Trạch Đông giành chiến thắng trong cuộc nội chiến Trung Quốc năm 1949, mục tiêu của ông là sự thống nhất của "năm quốc tịch" như là Cộng hòa Nhân dân Trung Hoa dưới quyền của Đảng Cộng sản Trung Quốc . Chính quyền Tây Tạng ở Lhasa đã gửi Ngabo tới Chamdo ở Kham, một thị trấn chiến lược gần biên giới, với lệnh giữ vững vị trí của mình trong khi chờ quân tiếp viện đến từ Lhasa để chống lại Trung Quốc. Vào ngày 16 tháng 10 năm 1950, tin tức cho biết Quân đội Giải phóng Nhân dân tiến lên Chamdo và đã chiếm thị trấn Riwoche (có thể chặn con đường tới Lhasa). Ngabo và những người lính của ông rút lui về một tu viện, nơi mà Quân đội Giải phóng nhân dân bao vây và bắt họ . Ngabo đã viết cho Lhasa đề nghị đầu hàng hòa bình thay vì chiến tranh. Theo nhà đàm phán Trung Quốc, "Tùy theo bạn lựa hoặc Tây Tạng được giải phóng một cách hòa bình hay bằng vũ lực. Chỉ là vấn đề gửi điện tín cho nhóm PLA để họ bắt đầu cuộc diễu hành tới Lhasa". Ngabo chấp nhận thỏa hiệp Mười bảy điểm của Mao, quy định rằng để đổi lấy Tây Tạng trở thành một phần của Cộng hoà Nhân dân Trung Hoa, nó sẽ được trao quyền tự trị . Thiếu hỗ trợ từ phần còn lại của thế giới, vào tháng 8 năm 1951 Đạt Lai Lạt Ma đã gửi một bức điện tín cho Mao chấp nhận thỏa thuận. Các đại biểu đã ký thỏa thuận dưới ép buộc, và tương lai của chính phủ Tây Tạng đã được niêm phong.
Mặc dù sự sáp nhập Tây Tạng vào Trung Quốc được biết đến trong lịch sử Trung Quốc như Sự Giải phóng Hoà bình của Tây Tạng, Đạt Lai Lạt Ma coi đó là việc thuộc địa hóa  và Đại hội thanh thiếu niên Tây Tạng đồng ý rằng nó cũng là một cuộc xâm chiếm . Chính phủ Trung Quốc chỉ ra những cải thiện về sức khoẻ và nền kinh tế để biện minh cho sự khẳng định quyền lực của họ trong cái mà họ gọi là một khu vực lịch sử Trung Quốc. Theo Đạt Lai Lạt Ma, Trung Quốc đã khuyến khích nhập cư người Hán vào khu vực .
Trước cuộc thỏa thuận, kinh tế Tây Tạng chủ yếu là một nền nông nghiệp tự cung tự cấp và việc đóng 35.000 quân Trung Quốc trong những năm 1950 đã làm căng thẳng nguồn cung cấplương thực trong khu vực. Khi Đạt Lai Lạt Ma thăm Mao Trạch Đông ở Bắc Kinh năm 1954, Mao nói với ông rằng, ông ta sẽ chuyển 40.000 nông dân Trung Quốc sang Tây Tạng
Là một phần của Đại nhảy vọt năm 1960, các nhà chức trách Trung Quốc đã ép buộc nông dân Tây Tạng trồng ngô thay vì lúa mạch (cây trồng truyền thống của vùng). Vụ mùa thất bại, và hàng ngàn người Tây Tạng bị đói.

### Cách mạng Văn hóa
Cuộc Cách mạng Văn hoá, liên quan đến sinh viên và người lao động của Đảng Cộng sản Trung Quốc, được khởi xướng bởi Mao và được tiến hành bởi bè lũ bốn tên từ năm 1966 đến năm 1976 để bảo vệ chủ nghĩa Mao là hệ tư tưởng hàng đầu của Trung Quốc. Đó là một cuộc đấu tranh trong nội bộ nhằm loại bỏ sự chống đối chính trị đối với Mao.
Cuộc Cách mạng Văn hoá đã ảnh hưởng đến toàn bộ Trung Quốc, và Tây Tạng cũng phải chịu đựng như vậy. Hồng quân đã tấn công thường dân, những người bị buộc tội là kẻ phản bội chủ nghĩa cộng sản. Hơn 6.000 tu viện bị cướp phá và phá hủy. Các nhà sư và ni cô đã bị buộc phải rời khỏi các tu viện để "sống một cuộc sống bình thường", với những người chống lại bị bỏ tù. Các tù nhân buộc phải lao động khổ sai, bị tra tấn và hành quyết. Mặc dù cung điện Potala bị đe doạ, Thủ tướng Chu Ân Lai đã can thiệp và ngăn chặn Hồng quân Tây Tạng.

### Phát triển gần đây
Dự án Chiến lược Quốc gia của Trung Quốc để phát triển phương Tây, được giới thiệu trong những năm 1980 sau cuộc Cách mạng Văn hoá, khuyến khích di dân Trung Quốc từ các vùng khác của Trung Quốc vào Tây Tạng với tiền thưởng và điều kiện sống thuận lợi. Những người tình nguyện được gửi đến đó dưới dạng giáo viên, bác sĩ và các nhà quản lý để giúp đỡ sự phát triển của Tây Tạng . Cho là lực lượng lao động không đủ tiêu chuẩn và cơ sở hạ tầng kém phát triển, chính phủ Trung Quốc đã khuyến khích người nhập cư kích thích cạnh tranh và thay đổi Tây Tạng từ nền kinh tế truyền thống sang nền kinh tế thị trường với những cải cách kinh tế do Đặng Tiểu Bình đưa ra.
Viên chức Trung Quốc nói người Tây Tạng là nhóm sắc tộc đa số ở Vùng tự trị Tây Tạng, chiếm khoảng 95% dân số trong tổng số 2,9 triệu người, nhưng từ chối phỏng đoán số người Hán, mà là các dân cư không đăng ký. Ở các thành phố Lhasa và Shigatse, khu người Hán thì rõ ràng đông hơn hẳn các khu người Tây Tạng ở.
Các cuộc tấn công năm 2008 của người Tây Tạng vào tài sản người Hán và người Hồi được tường thuật là là do dòng chảy lớn của người Hán-Hồi vào Tây Tạng. Theo George Fitzherbert, "Người dân Tây Tạng phàn nàn về việc bị cướp mất phẩm giá ở quê hương bằng cách không ngừng tố cáo người lãnh đạo thực sự yêu mến của họ, và bị cuốn trôi bởi người nhập cư Trung Quốc để trở thành một thiểu số trong đất nước của họ".

## Giáo dục và việc làm
Kể từ năm 1949, chính phủ Trung Quốc đã sử dụng hệ thống giáo dục thiểu số để buộc người Tây Tạng phải tiếp thu ngôn ngữ Trung Quốc, và giáo dục dân tộc thiểu số được coi là một khía cạnh quan trọng của áp lực hán hóa. Tuy nhiên, từ đầu những năm 2000, đã có một quá trình Tây Tạng hóa giáo dục Tây Tạng ở các khu vực Tây Tạng ở Thanh Hải. Thông qua các sáng kiến cơ sở của các nhà giáo dục Tây Tạng, tiếng Tây Tạng đã trở thành ngôn ngữ chính trong giảng dạy tiểu học, trung học và cả đại học . Nhưng ngôn ngữ Tây Tạng vẫn bị gạt ra ngoài trong công việc của chính phủ, với một số ít các dịch vụ công được yêu cầu phải có trình độ Tây Tạng hoặc kỹ năng ngôn ngữ Tây Tạng.